# Acacia drepanolobium

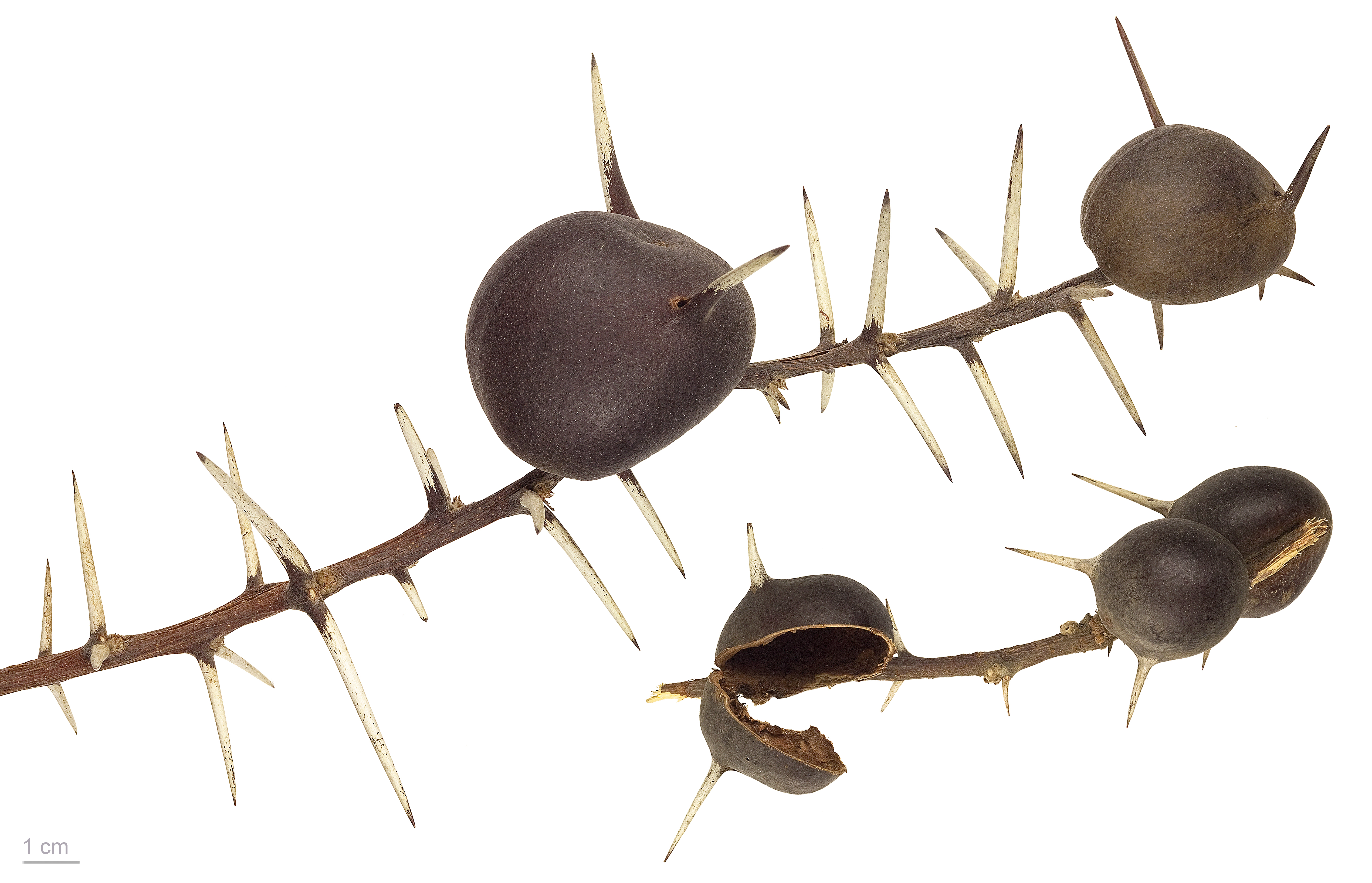
Acacia drepanolobium

Acacia drepanolobium es una especie de acacia perteneciente a la familia de las fabáceas. Es nativa de África oriental.

## Descripción
Crece hasta los 6 metros de altura. Produce un par de espinas rectas en cada nodo, algunas de los cuales tienen grandes bases bulbosas. Estas espinas hinchadas son naturalmente huecas y están ocupadas por varias especies de hormigas simbióticas. El nombre común de la planta se deriva de la observación de que cuando el viento sopla en los bulbos en los que las hormigas han hecho orificios de entrada / salida, crea un ruido sibilante.
La espina silbante es el árbol dominante en algunas áreas de las tierras altas de África oriental, a veces formando un bosque casi de monocultivo, especialmente en suelos de "algodón negro" con el drenaje impedido por el alto contenido de arcilla. Es visitada por jirafas y otros grandes herbívoros. Está aparentemente adaptada al fuego, produce un monte bajo con facilidad después de "una alta mortandad" por el fuego.

## Usos
Acacia drepanolobium se usa como cercas, mangos de herramientas y otros implementos. La madera de Acacia drepanolobium, aunque generalmente de pequeño diámetro, es dura y resistente a las termitas. Las ramas también se pueden usar para leña, y su látex se recoge y se utiliza como pegamento. La capacidad de rebrotar después del corte hace que sea una fuente posiblemente sostenible de leña y carbón vegetal. Por el contrario, también se ha considerado una mala hierba de los pastizales, y una especie de invasión arbustiva.

## Simbiosis con hormigas

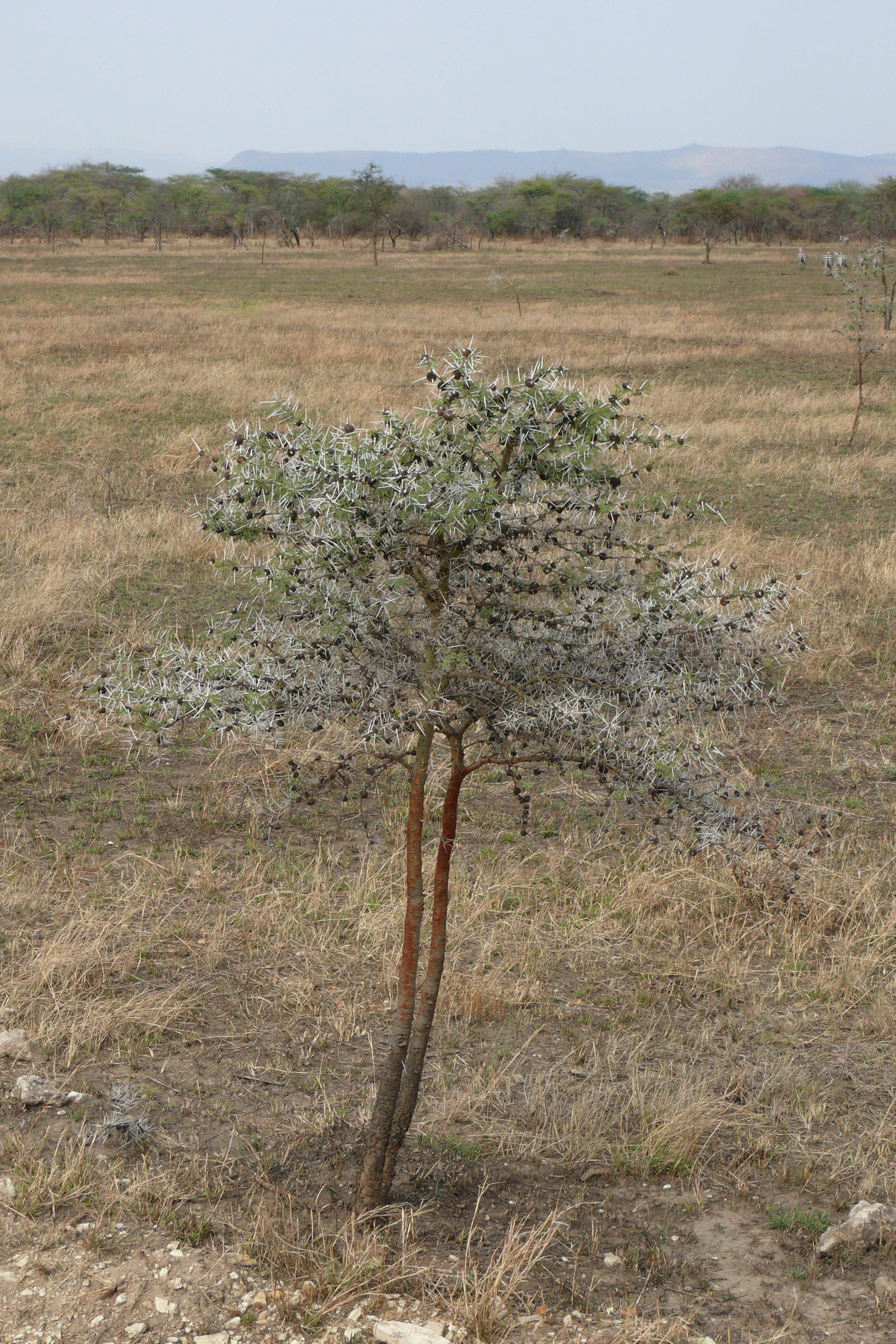
Vista de la planta

Al igual que otras acacias, tienen hojas que contienen taninos, que se cree sirve como disuasión a los herbívoros. Como todas las acacias no australianas, son defendidas por las espinas. Además, de espinosas son mirmecofitas que han formado una relación mutualista con algunas especies de hormigas. A cambio de refugio en los bulbos espinosos ( domacios ) y secreciones de néctar, las hormigas parecen defender el árbol contra herbívoros, como los elefantes y jirafas, así como los insectos herbívoros.

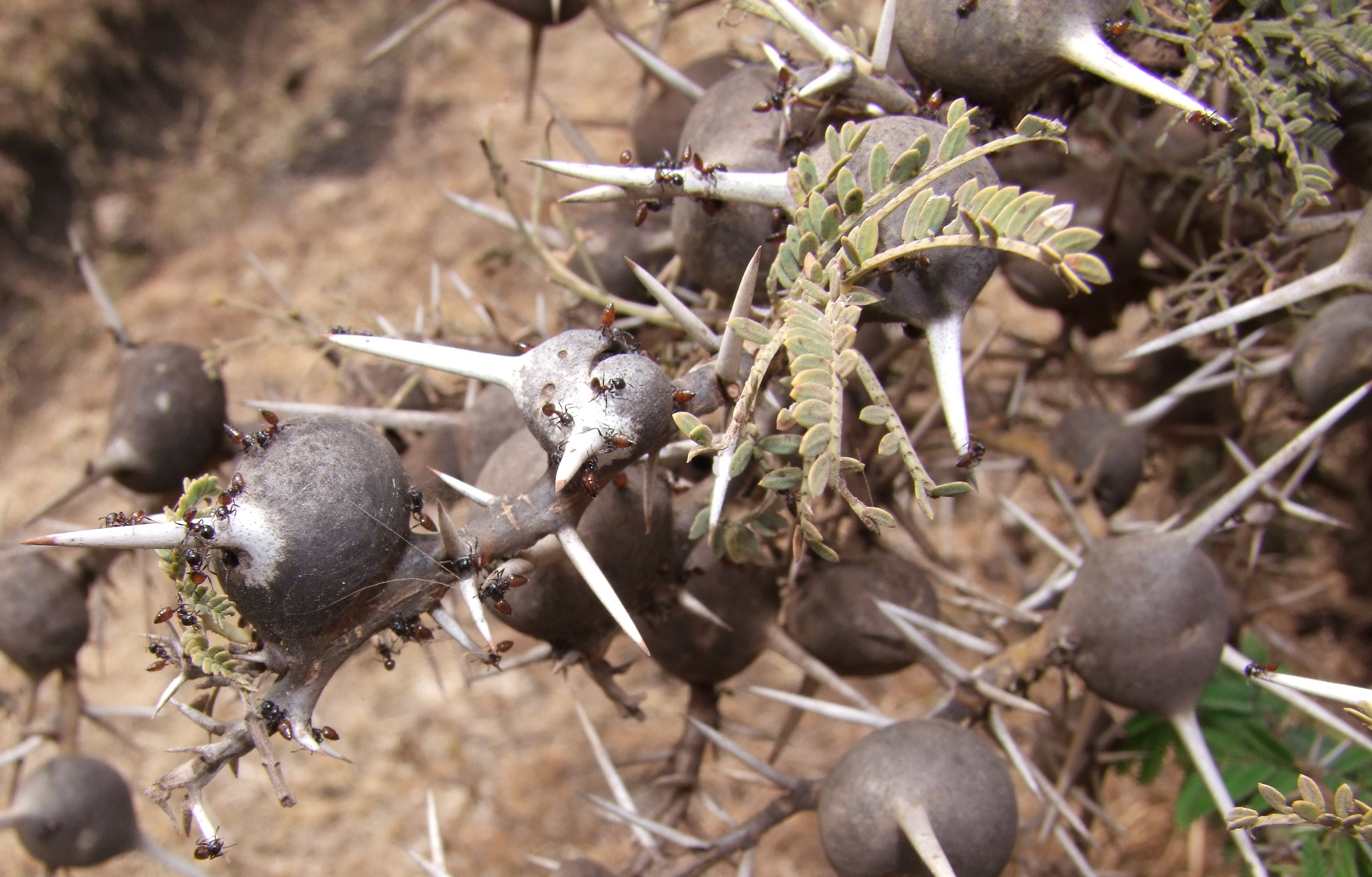
Crematogaster nigriceps hormigas en actitud defensiva. Nótese la ausencia de hojas excepto en las espinas hinchadas.

En un lugar en Kenia, cuatro especies de hormigas compiten por la posesión exclusiva de los espinos silbidos individuales: Crematogaster mimosae, C. sjostedti, C. nigriceps, y Tetraponera penzigi. Las hormigas varían en su nivel de mutualismo con los árboles espinosos. La más común de las hormigas (~ 50% de los árboles), C mimosae, tiene la relación más fuerte mutualista, y defiende agresivamente los árboles de los herbívoros.
Debido a que las hormigas compiten para el uso exclusivo de un árbol dado, algunas especies emplean tácticas para reducir la posibilidad de una invasión de hormigas hostiles. Las hormigas Crematogaster nigriceps recortan los brotes de los árboles para reducir el crecimiento lateral, reduciendo de este modo las posibilidades de contacto con un árbol vecino. Tetraponera penzigi, la única especie que no utiliza el néctar producido por los árboles, en su lugar destruye las glándulas de néctar con el fin de hacer un árbol menos atractivo para otras especies.
La relación simbiótica entre los árboles y las hormigas parece ser mantenida por los efectos del forrajeo de grandes herbívoros. En un lugar en Kenia, cuando los grandes herbívoros fueron experimentalmente excluidos, los árboles redujeron el número de glándulas de néctar y espinas hinchadas que proporcionan a las hormigas. En respuesta, el dominante C. mimosae aumenta sus insectos parásitos chupadores de savia como fuente de alimento de reemplazo. Además, el número de árboles de C. mimosae ocupados bajaron mientras el doble que convierten ocupado por C. sjostedti, defensor mucho menos agresivo de los árboles. Debido a que C. sjostedti se beneficia de los agujeros creados por las larvas de un escarabajo, esta especie facilita el parasitismo de los árboles por los escarabajos. Como resultado, la relación mutualista entre los árboles y las hormigas residentes se descompone en ausencia de grandes herbívoros, y los árboles se convierten, paradójicamente, como resultado, en menos saludables.

## Taxonomía
Acacia drepanolobium fue descrita por Y.Sjöstedt y publicado en Schwed. Zool. Exped. Kilimandjaro 8: 116. 1908.
Etimología
Ver: Acacia: Etimología
Sinonimia
- Acacia formicarum Harms
- Acacia lathouwersii Staner[14]